# David Damrosch
David Damrosch é um historiador literário Americano, nascido em Maine e criado lá e em Nova Iorque, atualmente o professor Ernest Bernbaum na Universidade Harvard é um membro eleito da  Academia de Artes e Ciências dos Estados Unidos. Seu tataravô era Leopold Damrosch.
Damrosch estudou na Universidade Yale, recebendo seu Bacharel em 1975 e seu PhD em 1980. Ele ensinou na Universidade Columbia de 1980 até 2009 quando ele se mudou para a  Universidade Havard. Ele fundou o Instituto de Literatura Mundial  em 2010 e já foi anteriormente o presidente da Associação Americana Literária Comparativa .
Em 2023 foi premiado com Prêmio Balzan.